# 馬龍山摩崖造像
馬龍山摩崖造像位於重慶市潼南縣臥佛鎮12村，文物遺址年代判定為清、民國。1987年1月23日列為重慶市第二批市級文物保護單位初定名單。1991年4月16日公佈為四川省第三批省級重點文物保護單位。2000年9月7日列為第一批重慶市文物保護單位。